# Encuentro Nacional de Músicos
El Encuentro, la música argentina en Rosario (también conocido como Encuentro de Músicos, formalmente Encuentro de Músicos Populares) es un evento anual de importancia nacional en Argentina que consiste en conciertos y cursos para la difusión y transmisión de música de raíz criolla y la formación de músicos, creado en 2003 y realizado en la ciudad de Rosario. Del mismo participan referentes y docentes de todo el país y, si bien se aboca a la difusión de la música argentina, la plataforma de conciertos ha incluido a músicos de otras nacionalidades.
La actividad lleva veinte ediciones hasta 2023 y fue declarada «de interés cultural, educacional y turístico» por el Concejo Municipal de Rosario, la Cámara de Diputados de la Provincia de Santa Fe, el Ministerio de Educación del Gobierno de Santa Fe y la Secretaría de Cultura de la Presidencia de la Nación Argentina. También ha sido declarado «de Interés Turístico municipal» por el Etur (Ente Turístico Rosario).

## Historia
El Encuentro Nacional de Músicos fue creado en 2003, por iniciativa de cinco músicos rosarinos, como «una contracara de lo que veíamos que pasaba en los festivales folclóricos en general», en referencia a circuitos más comerciales que respondían al modelo neoliberal que se instauró en los 90' en el país.
El primer Encuentro consistió en cuatro noches de concierto —en contraposición a las entre seis noches y siete que dura desde 2004. Se cumplieron en 2023 veinte ediciones del Encuentro 

El Chango Farías Gómez en el Encuentro Nacional de Músicos 2009

Alguno de los músicos y artistas que pasaron por sus escenarios son Mercedes Sosa, Chango Farías Gómez, Dúo Salteño, Raúl Carnota, Suma Paz, Oscar Alem, Horacio Castillo, Manolo Juárez,Ramón Ayala, Beatriz Pichi Malen, Omar Moreno Palacios, Marian Farías Gómez, Juan Carlos Baglietto, Lito Vitale Teresa Parodi, Víctor Heredia, El Grupo Vocal Argentino, Los Arroyeños, Peteco Carabajal, Anacrusa, la Orquesta Nacional de Música Argentina “Juan de Dios Filiberto”, Juan Falú, Liliana Herrero, Guido Rodriguez quinteto, Lucas Querini grupo, Dura Tierra, Santaires, Madrigal, Juancho Perone, Myriam Cubelos, Lilián Saba, El "Negro" Aguirre, Jairo, Jaime Torres, Martín Sosa, Caio Viale, Iván Tarabelli, Luis Salinas, Martín Neri, Ethel Koffman, Facundo Salazar, Eduardo Spinassi, Sebastián Benassi, ], Jorge Fandermole, Analuz Blanco, José Gago Grupo, Mario Bernachea, José Luis Rodriguez, Aca Seca. Vale destacar el apoyo de artistas de reconocida trayectoria que, en muchos casos, suben a los escenarios por honorarios mínimos o simbólicos.
En 2023, el colectivo artístico que desde 2004 sostuvo este espacio “dedicado a la experimentación, aprendizaje y difusión de la música argentina y latinoamericana, anunció que tras sus dos décadas de recorrido deja de existir”. El último programa se llevó a cabo en la tercera semana de agosto de 2022, con catorce talleres que tuvieron lugar en las salas del CCRF y seis noches de conciertos con cuatro agrupaciones en tres auditorios

## Funcionamiento y organización

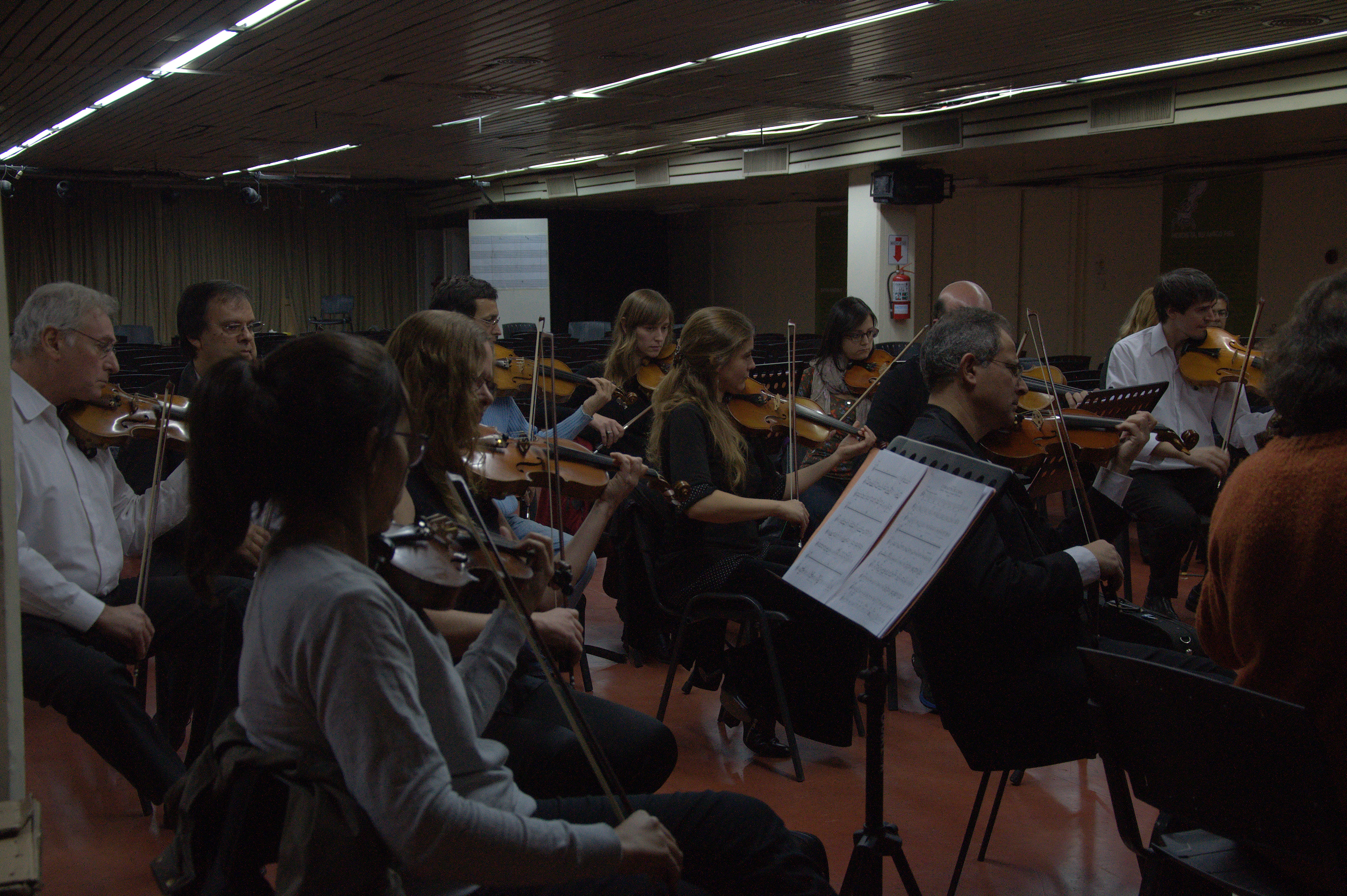
Uno de los "Talleres de Grandes Maestros" del Encuentro Nacional de Músicos de Argentina, en la ciudad de Rosario.

El Encuentro de Músicos consiste en presentaciones de agrupaciones y solistas de géneros musicales argentinos, charlas de artistas invitados y sus "Talleres de Grandes Maestros".
Para solventar los costos operativos de un evento sin fines de lucro, los organizadores cuentan con el apoyo económico y logístico del gobierno de la provincia de Santa Fe y el de la ciudad de Rosario, brindando éstos los teatros, las salas, el sonido y el hospedaje para los músicos invitados de otras provincias, así como algunos de los espacios para la organización de los talleres y charlas didácticas. Además, los talleres tienen resolución ministerial con validez en la provincia de Santa Fe. Asimismo, aportan estructura y personal en cada edición el Sindicato de Músicos de Rosario y Fundación MusiMedios, Plataforma Lavardén, el Centro Cultural Roberto Fontanarrosa —que es también la sede de la mayor parte de los talleres—, el Centro Cultural Parque de España (CCPE), el Galpón de la Música, la Secretaría de Cultura de la Municipalidad de Rosario y el Ministerio de Cultura de la Provincia de Santa Fe. Previamente también lo hizo el Teatro Municipal La Comedia. Fue coproducido además, en los años 2011, 2013 y 2014, por el gobierno de la Nación a través de la Dirección Nacional de Artes, primero, y del Ministerio de Cultura, después.
En la organización de tos talleres y los conciertos participaron, además de los fundadores, Natalia García Cervera, Analuz Blanco, José Gago, Paola Murias, Guillermina Harvey, Mario Bernachea, Santiago Escalante, Caio Viale, Mariano Harreguy, Victoria Virgolini, Oscar Simiani, Tati Francesio, Miguel Pereyra, Esteban Vázquez,